# 埃莉·布莱克
埃莉·布莱克（英語：Ellie Black，1995年9月8日—），加拿大女子竞技体操运动员。她曾代表加拿大参加2015年和2019年泛美运动会体操比赛，获得五枚金牌、三枚银牌和二枚铜牌。